# Miltochrista roseororatus
Miltochrista roseororatus är en fjärilsart som beskrevs av Butler 1877. Miltochrista roseororatus ingår i släktet Miltochrista och familjen björnspinnare. Inga underarter finns listade i Catalogue of Life.